# St. Anna und Maria (Haarlem)
Koordinaten: 52° 23′ 9,5″ N, 4° 37′ 51,2″ O
Die altkatholische Kirche St. Maria und Anna (niederländisch H.H. Anna en Mariakathedraal) in Haarlem ist die Bischofskirche des altkatholischen Bistums Haarlem.

## Geschichte

### Vorgängerkirchen
Die erste altkatholische Schuilkerk in Haarlem befand sich im 18. Jahrhundert an der Ecke Bakenessergracht und Kokstraat. Diese Kirche erhielt bereits im Jahre 1742 den Status einer Kathedrale für das Bistum Haarlem. Der Pfarrer Augustine Bloemaert stiftete sie 1636 unter dem Patrozinium der heiligen Anna im Dachgeschoss einer Mälzerei. Da diese Hauskirchen oft nur sehr wenige Menschen fassen konnten, kam es vor, dass mehrere Kirchen nahe beieinander errichtet wurden, dies war auch seinerzeit in Haarlem der Fall.
In der Nähe der „Dachbodenkirche“ von Pastor Bloemaert befand sich eine zweite Kirche, die unter dem Patrozinium der heiligen Maria, der Mutter Jesu stand. Welche der beiden Kirchen die ältere war, lässt sich nicht mehr feststellen, da über die Gründung der St.-Marien-Kirche keine Daten bekannt sind. Der Eingang zur Marienkirche war am Biggesteeg gelegen, diese Straße wurde später in Blommertsteeg umbenannt. Das Pfarrhaus hatte ein Tor zur Bakenessergracht und bildete mit den beiden angrenzenden Häusern unter demselben Dach einen Hof namens „Marode“. Im Jahre 1779 wurde gleichzeitig mit der Ernennung von Pfarrer Ferdinand Botman die Entscheidung getroffen, die Marienkirche zu schließen. Das Patronat der Kirche ging auf St. Anna über, die fortan den Namen „St. Anna und Maria“ trug und bis 1938 bestand, zu jener Zeit war sie so baufällig, dass ein Neubau notwendig wurde.

### Heutiger Kirchenbau
Ab Ende 1935 wurde unter der Leitung des Architekten Henry Tino Zwiers an der Kinderhuissingel eine neue Kirche mit einem Konferenzraum, Unterrichtsraum, Pfarrhaus, Küsterhaus und vier oder fünf Wohnhäusern erbaut, die im Jahr 1938 eingeweiht wurde. Da die Grundstückspreise in diesem Viertel von Haarlem sehr hoch waren und um zu verhindern, dass die Kirche in der umliegenden Bebauung verschwand, war eine besondere Lösung für das Ensemble nötig. Diese fand sich wiederum in Anlehnung an die 300-jährige Geschichte der „Dachbodenkirche“, indem der Kirchenraum in das Obergeschoss verlegt wurde. Das erlaubte es zugleich, darunter die Gemeindebibliothek und einen Versammlungsraum unterzubringen. Zudem gewann das Kirchengebäude hierdurch eine herausragende Stellung inmitten der Bebauung. Der Kirchenvorstand und die bischöfliche Kassenverwaltung waren sofort mit dieser Planung einverstanden und beauftragten Zwiers mit der Baudurchführung.
Um das zentrale Merkmal einer altkatholischen Kirche nach außen zu zeigen, erhielt sie keinen Turm, sondern der höchste Punkt des Gebäudes befindet sich über dem Altar als dem Zentrum der die Eucharistie feiernden Gemeinde, darüber wurde ein Kreuz errichtet. Der Kirchenraum und die Sakristei sind mit glattem, gelben und weißem Stein ausgekleidet. Hallen, Eingangsbereich und Treppenhaus sind in Sichtmauerwerk ausgeführt, Tagungsraum, Unterrichtsräume, Bischofsraum usw. zeigen hingegen verputzte Wände. Das Dach des Kirchenraumes wurde als sichtbare Holzkonstruktion ausgeführt, die Konstruktion steigt zur Mitte hin an und ist an den sichtbaren Rändern mit Bildwerk geschmückt. Die zwölf rhombischen Kuppelfelder wurden mit hölzernen Verzierungen versehen, jede davon mit einem der zwölf Tierkreiszeichen als Mittelpunkt, diese Verzierungen wurden von Mitgliedern der Gemeinde selbst gefertigt.
Die Kirche ist als Rijksmonument klassifiziert.

## Orgeln

### Erste Orgel
Johann Heinrich Pothmann (auch Portman genannt) baute im Jahr 1780 eine kleine Orgel in der altkatholischen Kirche auf der Bakenessergracht ein, die zehn Jahre zuvor von Johannes Mitterreither gebaut wurde. Diese Mitterreither-Orgel hat vermutlich eine des Orgelbauers Van Giessen ersetzt. Ein Dispositionsverzeichnis von Van Broekhuyzen erwähnt, dass eine Orgel von Van Rijssen in der römisch-katholischen Kirche an der Bakenessegracht gebaut worden wäre. Dies war zweifellos eine Fehlschreibung des Namens Van Gießen. Wann Van Giessen die Orgel der altkatholischen Kirche an der Bakenessegracht gebaut hat, ist nicht bekannt. Es wird angenommen, dass sie im Jahre 1780 mit dem Einbau der Mitterreither-Orgel verschwand, es ist nicht bekannt, wo sie verblieben ist.
Die Mitterreither-Orgel zog im Jahre 1938 in das jetzige Kirchengebäude der altkatholische Gemeinde in der Kinderhuissingel um. Dort wurde sie, um für ein anderes Instrument Platz zu machen, im Jahr 1973 abgebaut, nur die Windladen blieben erhalten.
Disposition der Mitterreither-Orgel (um 1770)
| Manual        |    |  |
| Prestant      | 8′ |  |
| Holpijp       | 8′ |  |
| Prestant      | 4′ |  |
| Fluit Travers | 4′ |  |
| Octaaf        | 2′ |  |

### Zweite Orgel
Im Jahre 1885 stiftete die Witwe A. W. Verhoef-Smit eine neue Orgel für die alt-katholische Kirche von Oudewater. Die Orgel wurde von J. F. Witte gebaut und am 19. September 1886 geweiht. Im Jahr 1933 wurde die Witte-Orgel von J.C. Sanders in die alt-katholische Kirche in Den Helder versetzt und dabei mit einem Schwellwerk versehen. Im Jahre 1942 wurde die Orgel beim Abbruch der Kirche durch die deutschen Besatzer in der alt-katholischen Kirche auf der Kinderhuissingel in Haarlem eingelagert, wobei das Orgelgehäuse verloren ging.
Im Jahr 1952 baute Sanders die Orgel in der altkatholischen Kirche von Haarlem wieder auf und versah sie mit einem neuen Gehäuse, die Traktur wurde dabei elektrifiziert. Die erneuerte Witte-Orgel wurde am 1. Mai 1953 in Gebrauch genommen.
Im Jahr 1973 wurde sie durch die heutige Künckel-Orgel ersetzt, wobei die Witte-Orgel in die Maranatha-Kapelle der Neuapostolischen Kirche in Beverwijk versetzt wurde. Flöte 4′ und Flöte 2′ wurden für die Restaurierung der Witte-Orgel in der Reformierten Kirche von Doorn verwendet. Die Witte-Orgel wurde im Jahr 2005 in Beverwijk zum Verkauf angeboten und von einem Herrn Verkerk Woudenberg gekauft. Wahrscheinlich fand sie 2010 beim Bau einer neuen Orgel für die Hersteld Hervormde Kerk in Woudenberg Verwendung.
Disposition der Witte-Orgel (1886)
| Hauptwerk |    |                   |
| Prestant  | 8′ | C–G aus Roerfluit |
| Roerfluit | 8′ |                   |
| Octaaf    | 2′ |                   |
| Fluit     | 2′ | verschollen       |

| Oberwerk |    |                  |
| Viola    | 8′ | C–B aus Holfluit |
| Holfluit | 8′ |                  |
| Fluit    | 4′ | verschollen      |

- Pedal: Angehängt
- Koppeln: Hauptwerk/Oberwerk

### Heutige (Dritte) Orgel
Wahrscheinlich um 1785 baute Johannes Pieter Künckel (1750–1815) ein Orgelpositiv für einen nicht näher bekannten Ort. Die Anzahl der Register ist für ein solches Instrument ungewöhnlich groß. Es ist möglich, dass erst während des Baus beschlossen wurde, eine zweite Tastatur zu realisieren. Das würde erklären, warum eine Tastatur mit Schildpattbelag ausgestattet ist und die andere Tastatur nicht. Mehrere Orte sind als ehemalige Standorte für dieses Instrument bekannt, darunter Santpoord, Rilland-Bath und Amsterdam.
Im Jahr 1948 wurde das Instrument durch die Firma Hoogenboezem aus Schiedam in der Reformierten Kirche in Driebergen platziert, dies ist an der Pedaltastatur angegeben. Im Jahr 1961 wurde es in die neu gebaute Maranathakerk in Driebergen übertragen.
Beim Kauf einer neuen Orgel in Driebergen fand die Künckel-Orgel schließlich ihren Platz in der altkatholischen Kirche St. Maria und Anna in Haarlem. Die „neue“ Künckel-Orgel erlangte Berühmtheit, als im Jahre 1976 hierauf sämtliche Orgelkonzerte Händels von Daniel Chorzempa und Concerto Amsterdam für eine Langspielplatte aufgezeichnet wurden. 1977 wurde die Künckel-Orgel von der Firma Blank restauriert. Im Rahmen dieser Wiederherstellung wurde am unteren Manual ein Cornet II sterk hinzugesetzt. Auch das im Jahr 1950 angebaute Pedal wurde entfernt. 1991 wurden einige Pfeifen aus Holz wiederhergestellt. Dies war eigentlich eine Notreparatur, und 2007 wurde mit einer umfassenden Restaurierung begonnen. Diese umfasst Mechanik, Bälge und Windführung. Darüber hinaus werden fehlende Pfeifen ersetzt, die vorderen Pfeifen wurden mit Zinnfolie und Vergoldung versehen, und das Gehäuse mit seinem Schnitzwerk wurde, wo es nötig war, vervollständigt und ausgebessert. Die Arbeiten wurde durch die Brüder Van Brunnen durchgeführt. Am Sonntag, den 19. Oktober 2008, wurde die Künckel-Orgel wieder in Gebrauch genommen.
Disposition der Künckel-Orgel (um 1785)
| I Hauptwerk     |    |  |
| Prestant        | 8′ |  |
| Holpijp         | 8′ |  |
| Prestant        | 4′ |  |
| Quint           | 3′ |  |
| Octaaf          | 2′ |  |
| Cornet II sterk |    |  |

| II Oberwerk    |    |  |
| Echoholpijp    | 8′ |  |
| Viola di Gamba | 8′ |  |
| Dwarsfluit     | 4′ |  |
| Zwitserse Pijp | 2′ |  |

- Koppeln: II/I